# 江崎波眼蝶
江崎波眼蝶（学名：Ypthima esakii），又名江崎瞿眼蝶、江崎波紋蛇目蝶、埔里波紋蛇目蝶、江崎鄰眼蝶，为蛺蝶科矍眼蝶屬下的一个种。

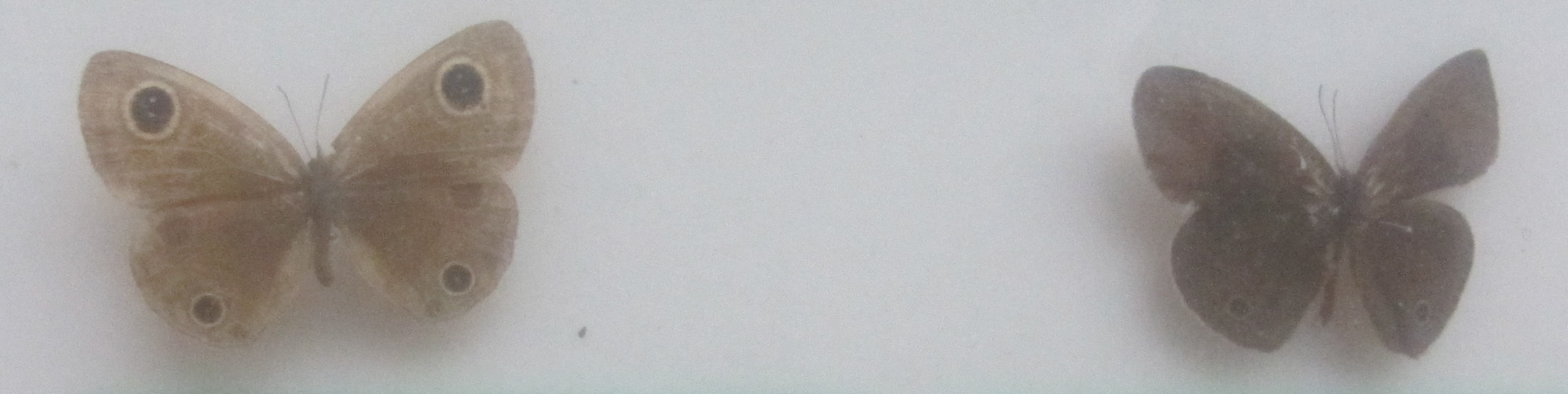
雄性（右）和雌性（左）江崎波眼蝶標本

## 描述
中型眼蝶，略具雌雄二型性。體背褐色，腹面灰白至淺褐色。雄蝶前足退化，雌蝶正常，翅幅較寬、底色較淺，眼紋較明顯，無性標。
頭部黑褐混灰白，下唇鬚黑褐混赭黃，觸角黑褐具灰白紋，末端裸露。胸背褐色、腹灰白，足褐色。緣毛灰白或白色。
前翅長19-25 mm，外型近三角形，翅頂鈍，R脈基部膨大成紡錘狀；後翅圓形或扇形。翅背面褐色，亞外緣具暗弧線。前翅背面常有一枚鮮明眼紋，近翅頂；後翅CuA1室有一眼紋。腹面褐或灰褐色，具灰白波紋；後翅中央具鈑手狀白色帶紋。前翅腹面有V字形深色帶紋與一鮮明眼紋；後翅Rs、CuA1、CuA2室各具一眼紋。雄蝶前翅背面有深色性標。

## 分佈
臺灣特有種。主要於本島低至中海拔地區及龜山島。

## 棲地
棲息於崩塌地、開闊坡地等環境，一年多代，全年可見成蝶活動。成蝶飛行緩慢，會訪花；幼蟲以禾本科植物如臺灣蘆竹、芒、細毛鴨嘴草等為食。